# Destino manifesto

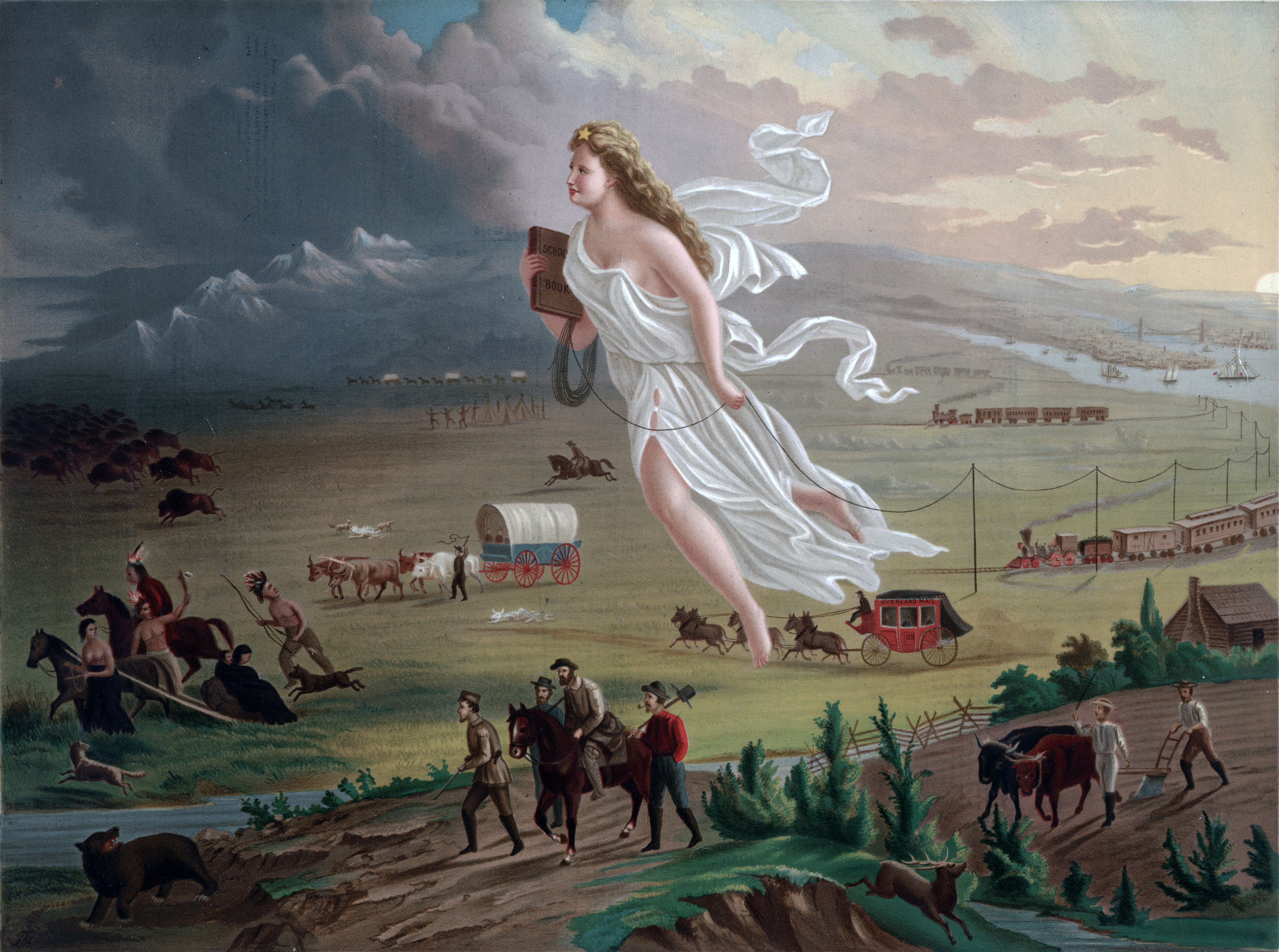
Questo dipinto di John Gast (1872 circa) intitolato Progresso americano è una rappresentazione allegorica del Destino manifesto. Nella scena, una donna angelica (talvolta identificata come Columbia, una personificazione degli Stati Uniti d'America del XIX secolo) porta la luce della "civilizzazione" verso ovest assieme ai coloni statunitensi, che stendono i cavi del telegrafo durante il viaggio. Gli indiani d'America e gli animali selvatici scappano (o aprono la strada) nel buio del West "incivilizzato".

Destino manifesto (in inglese Manifest destiny) è una espressione che indica la convinzione che gli Stati Uniti d'America abbiano la missione di espandersi, diffondendo la loro forma di libertà e democrazia. I sostenitori del destino manifesto credevano che l'espansione non fosse solo buona, ma che fosse anche ovvia ("manifesta") e inevitabile ("destino"). Nel corso del XIX secolo l'espressione destino manifesto divenne un termine storico standard, spesso usato come sinonimo dell'espansione degli Stati Uniti d'America attraverso il Nord America e verso l'Oceano Pacifico.
Il destino manifesto fu sempre un concetto generale più che una specifica politica. Il termine combinava un credo nell'espansionismo con altre idee popolari dell'epoca, compresi l'eccezionalismo americano, il nazionalismo romantico e un credo nella naturale superiorità di quella che allora veniva chiamata la "razza anglosassone". Mentre molti autori, quando discutono del destino manifesto, si concentrano principalmente sull'espansionismo statunitense, altri lo vedono in termini di una più ampia espressione di un credo nella "missione" degli USA nel mondo, che ha significato cose differenti per persone differenti nel corso degli anni.
Questa varietà di significati possibili venne riassunta da Ernest Lee Tuveson, che scrisse: «Un vasto complesso di idee, politiche e azioni è compreso nella frase 'Destino manifesto'. Queste non sono, come dovremmo aspettarci, tutte compatibili, né provengono da un'unica fonte.».
La frase "destino manifesto" venne all'inizio usata principalmente dai sostenitori della democrazia jacksoniana negli anni 1840, per promuovere l'annessione di buona parte di quelli che oggi sono gli Stati Uniti d'America occidentali (il Territorio dell'Oregon, l'Annessione texana e la Cessione messicana) a partire dalla presidenza di James Knox Polk.
Il termine venne riesumato negli anni 1890, questa volta dai sostenitori repubblicani, come giustificazione teorica per l'espansione statunitense al di fuori del Nord America. Il termine cadde in disuso tra i politici statunitensi nel XX secolo, ma alcuni commentatori ritengono che alcuni aspetti del destino manifesto, in particolare il credo in una "missione" statunitense per promuovere e difendere la democrazia in tutto il mondo, continui ad avere un'influenza sull'ideologia politica statunitense.

## Origine della frase
La frase venne coniata nel 1845 dal giornalista John L. O'Sullivan, all'epoca influente sostenitore del Partito Democratico. In un saggio intitolato Annessione, O'Sullivan incitava gli Stati Uniti ad annettere la Repubblica del Texas, non solo perché il Texas lo voleva, ma perché era «destino manifesto dell'America di diffondersi sul continente». Tra molte controversie, il Texas venne annesso poco dopo, ma il primo utilizzo della frase "Destino manifesto" da parte di O'Sullivan, attrasse poca attenzione.
La seconda occasione in cui O'Sullivan usò la frase divenne estremamente influente. Il 27 dicembre 1845, nel suo quotidiano, il New York Morning News, O'Sullivan scrisse della disputa sui confini in corso con il Regno Unito e riguardante l'Oregon. O'Sullivan sostenne che gli Stati Uniti avevano diritto a reclamare "l'intero Oregon":

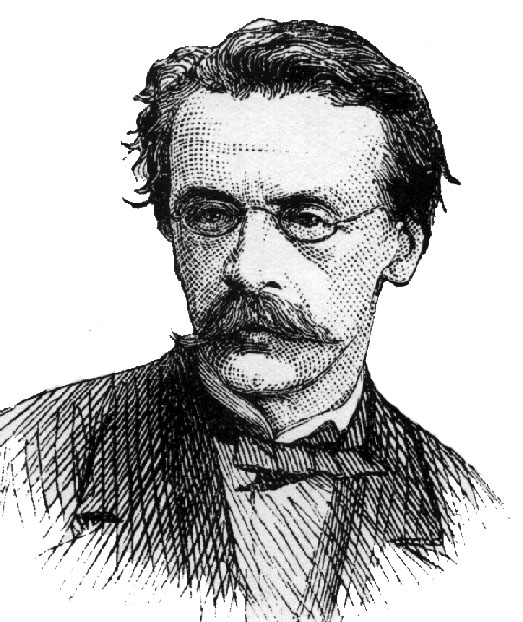
John L. O'Sullivan, ritratto nel 1874, fu un influente editorialista, ma oggi è generalmente ricordato solo per il suo uso della frase "Destino manifesto" per sostenere l'annessione del Texas e dell'Oregon.

Ovvero, O'Sullivan credeva che Dio (la "Divina Provvidenza") avesse dato agli Stati Uniti una missione per diffondere la democrazia repubblicana ("il grande esperimento di libertà") in tutto il Nord America. Poiché il Regno Unito non voleva usare l'Oregon allo scopo di diffondere la democrazia, pensava O'Sullivan, le rivendicazioni britanniche su quel territorio potevano essere ignorate. O'Sullivan credeva che il destino manifesto fosse un ideale morale (una "legge suprema") che sostituiva altre considerazioni, comprese le leggi e gli accordi internazionali.
La concezione originale di O'Sullivan del destino manifesto non era una chiamata all'espansione territoriale con la forza. Egli credeva che l'espansione degli Stati Uniti sarebbe avvenuta senza la direzione del governo statunitense o il coinvolgimento dell'esercito. Dopo che gli "Anglosassoni" fossero emigrati nelle nuove regioni, essi avrebbero potuto creare nuovi governi democratici, e in seguito cercare l'ammissione agli Stati Uniti, come aveva fatto il Texas. Nel 1845, O'Sullivan predisse che la California sarebbe stata la prossima a seguire quel percorso, e che anche il Canada alla fine avrebbe richiesto l'annessione. Egli disapprovò lo scoppio della guerra messico-statunitense nel 1846, anche se finì col ritenere che l'esito sarebbe stato benefico per entrambe le nazioni.
O'Sullivan non fu il creatore dell'idea di destino manifesto; mentre la sua frase fornì un'utile etichetta per sentimenti che erano diventati particolarmente popolari durante gli anni 1840, le idee in sé non erano nuove. Inoltre, mentre O'Sullivan fu uno dei prominenti sostenitori di quello che divenne noto come destino manifesto, altri scrittori avevano usato parole diverse per descrivere le stesse idee. La crescita della stampa negli Stati Uniti negli anni 1840, in particolare la spesso sensazionalistica "Penny Press", contribuì grandemente all'ampia diffusione delle idee legate a tale concetto.
Esisteva una dimensione partigiana: i democratici in generale erano a favore del concetto, mentre i conservatori vi si opponevano. Per i democratici, come ha spiegato uno storico:
La libertà personale, dicevano, era incompatibile con il sovraffollamento, i terreni esauriti, e la schiavitù del salario. La compressione avrebbe causato estremi di benessere e povertà e avrebbe procurato "quei mali così prevalenti in altre nazioni". Rinchiuso, sedotto da raffinamenti affettati o vincolato dalle prerogative degli altri, «l'uomo … diventa snervato e predisposto ad essere schiavizzato da comportamenti viziosi o dipendenti dalle circostanze». La libertà individuale, essi concludevano, era una funzione di una repubblica espansiva. Concentrazione, sfruttamento della terra, schiavitù del salario e intrappolamento erano, nella visione dei democratici, la minaccia più profonda e oscura all'autonomia personale e al governo repubblicano.
I pericoli per la libertà sembravano particolarmente gravi in una nazione che emergeva lentamente dalla seria e spiazzante depressione prodotta dal Panico del 1837. Gli effetti perduranti della stagnazione economica e il declino nella colonizzazione della frontiera avrebbero difficilmente potuto essere più significativi nel dibattito sul Texas. "La nostra popolazione è diventata relativamente densa; le nostre nuove terre sono esaurite," notò un critico letterario. "Ci stiamo separando sempre più, capitale e lavoro, e abbiamo gli inizi di una classe operaia in costante crescita, sconosciuta ai nostri padri, sempre condannata ad essere dipendente sull'impiego da parte della classe che rappresenta il capitale della nazione, per i mezzi di sussistenza".
L'autonomia personale e la vera libertà, quindi, dipendevano «dalla creazione di proprietari terrieri, non di proprietari di immobili … [con] proprietà di sé stessi e non padroni.» George Bancroft, un ardente sostenitore dell'annessione del Texas, concluse che ogni allargamento dell'Unione aveva reso più difficoltose la concentrazione e l'intrappolamento e, come risultato, aveva rafforzato, e non indebolito, l'Unione.»
Ironicamente, il termine di O'Sullivan divenne popolare solo dopo che venne criticato dai conservatori che erano all'opposizione nei confronti della presidenza di James Knox Polk. Il 3 gennaio 1846, il parlamentare Robert Winthrop ridicolizzò il concetto davanti al Congresso dicendo: "Suppongo che il diritto di un destino manifesto all'espansione non verrà ammesso esistere in alcuna nazione ad eccezione della nazione Yankee".
Winthrop fu il primo di una lunga serie di critici che suggerirono che i sostenitori del destino manifesto stavano citando la "Divina Provvidenza" come giustificazione delle azioni che erano motivate dallo sciovinismo e dal tornaconto personale. Nonostante queste critiche, gli espansionisti adottarono la frase, che prese piede così rapidamente che le sue origini vennero presto dimenticate. O'Sullivan morì dimenticato nel 1895, proprio mentre la sua frase veniva riesumata; nel 1927 uno storico determinò che la frase originava da lui.

## Temi e influenze

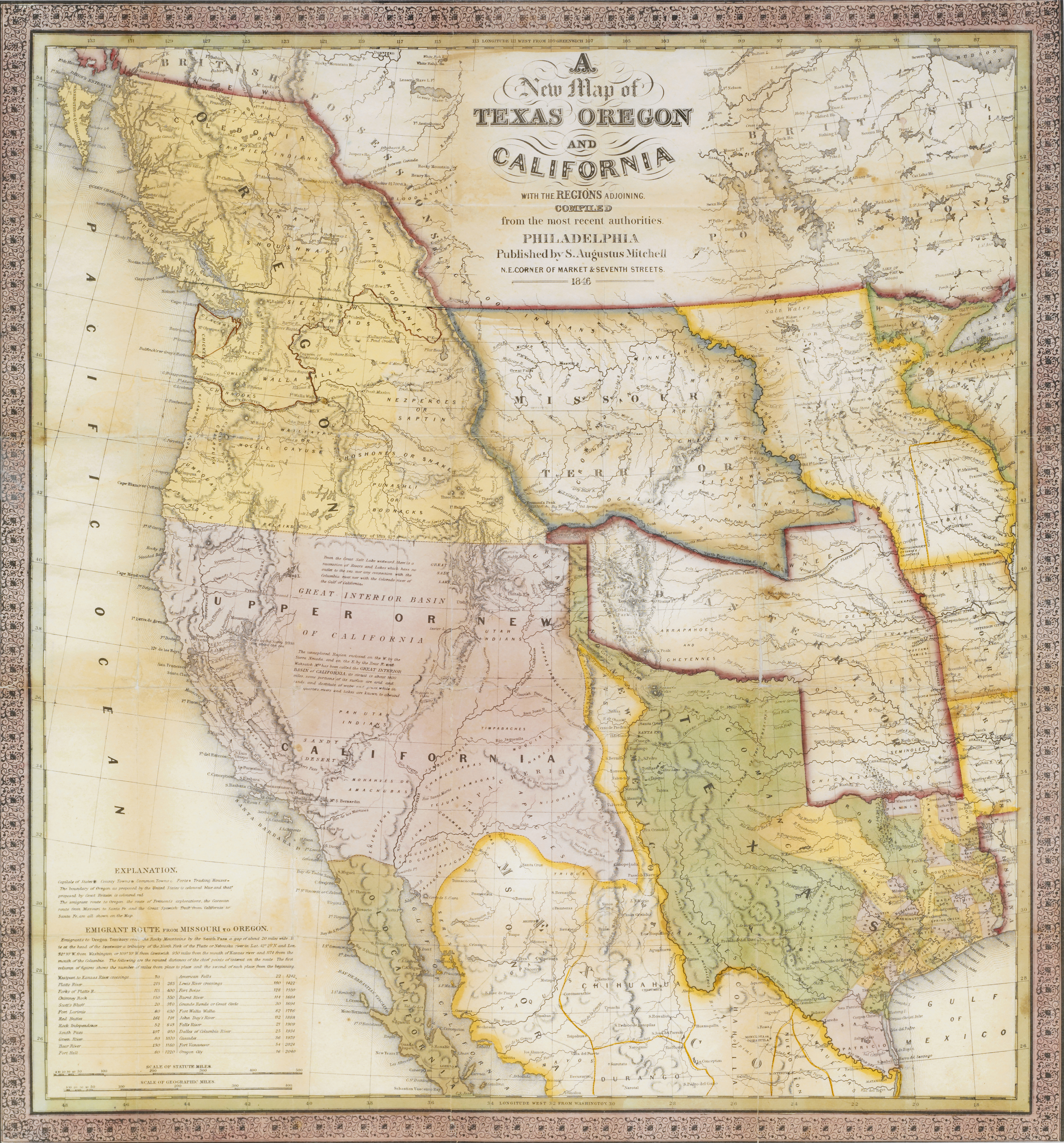
A New Map of Texas, Oregon, and California, Samuel Augustus Mitchell, 1846

Lo storico William E. Weeks ha notato che tre temi chiave venivano solitamente toccati dai sostenitori del destino manifesto:
1. la virtù del popolo americano e delle sue istituzioni;
2. la missione per diffondere queste istituzioni, che contestualmente redimevano e rimodellavano il mondo a immagine degli USA;
3. il destino voluto da Dio di compiere quest'opera[9].

Le origini del primo tema, in seguito noto come eccezionalismo americano, venivamo spesso fatte risalire all'eredità puritana dell'America, in particolare al sermone di John Winthrop della "Città sulla collina" (1630), nel quale egli chiedeva la fondazione di una comunità virtuosa che sarebbe stata un esempio luminoso per il Vecchio Mondo. Nel suo influente pamphlet del 1776, intitolato Common Sense, Thomas Paine riprendeva questo concetto, sostenendo che la rivoluzione americana forniva l'opportunità per creare una nuova e migliore società:
È in nostro potere di ricominciare il mondo da capo. Una situazione simile alla presente non accadeva dai giorni di Noè. Il giorno della nascita di un nuovo mondo è a portata di mano…
Molti americani erano d'accordo con Paine, e giunsero a credere che gli Stati Uniti si fossero imbarcati in uno speciale esperimento di libertà e democrazia - e in un rifiuto della monarchia del Vecchio Mondo - che era di importanza storica per il mondo. La descrizione degli Stati Uniti fatta da Abraham Lincoln come "l'ultima, migliore speranza della Terra" è una ben nota espressione di quest'idea.

Il discorso di Gettysburg di Lincoln, nel quale interpretò la guerra civile come una lotta per determinare se qualsiasi nazione con gli ideali degli Stati Uniti potesse sopravvivere, è stato chiamato dallo storico Robert Johannsen «la dichiarazione più duratura della missione e del destino manifesto dell'America».
Non tutti quelli che credevano che gli Stati Uniti fossero una nazione che godeva dei favori divini, pensavano che dovesse espandersi. Alcuni sostenevano invece l'idea che la "missione" degli Stati Uniti fosse solo di servire da esempio virtuoso per il resto del mondo. Se gli Stati Uniti avessero avuto successo come una splendente "città sulla collina", le genti di altre nazioni avrebbe cercato di fondare le proprie repubbliche democratiche. Thomas Jefferson all'inizio non credeva necessario che gli Stati Uniti dovessero crescere in dimensioni, in quanto predisse che altre repubbliche simili sarebbero state fondate nel Nord America, creando quello che chiamava un "impero per la libertà".
Comunque, con l'acquisto della Louisiana del 1803, che raddoppiò la dimensione degli Stati Uniti, e la successiva spedizione di Lewis e Clark che viaggiò attraverso il continente fino all'Oceano Pacifico, Jefferson preparò le cose per l'espansione continentale degli Stati Uniti. Molti iniziarono a vedere ciò, come all'inizio di una nuova "missione" - quello che Andrew Jackson nel 1843 notoriamente descrisse come «estendere l'area della libertà». Con l'aggiunta di ulteriore territorio agli Stati Uniti nei decenni successivi, il fatto che "estendere l'area della libertà" significasse o meno estendere l'istituto della schiavitù, divenne una questione centrale in un crescente dibattito sull'interpretazione della "missione" dell'America.

## Effetti sull'espansione continentale

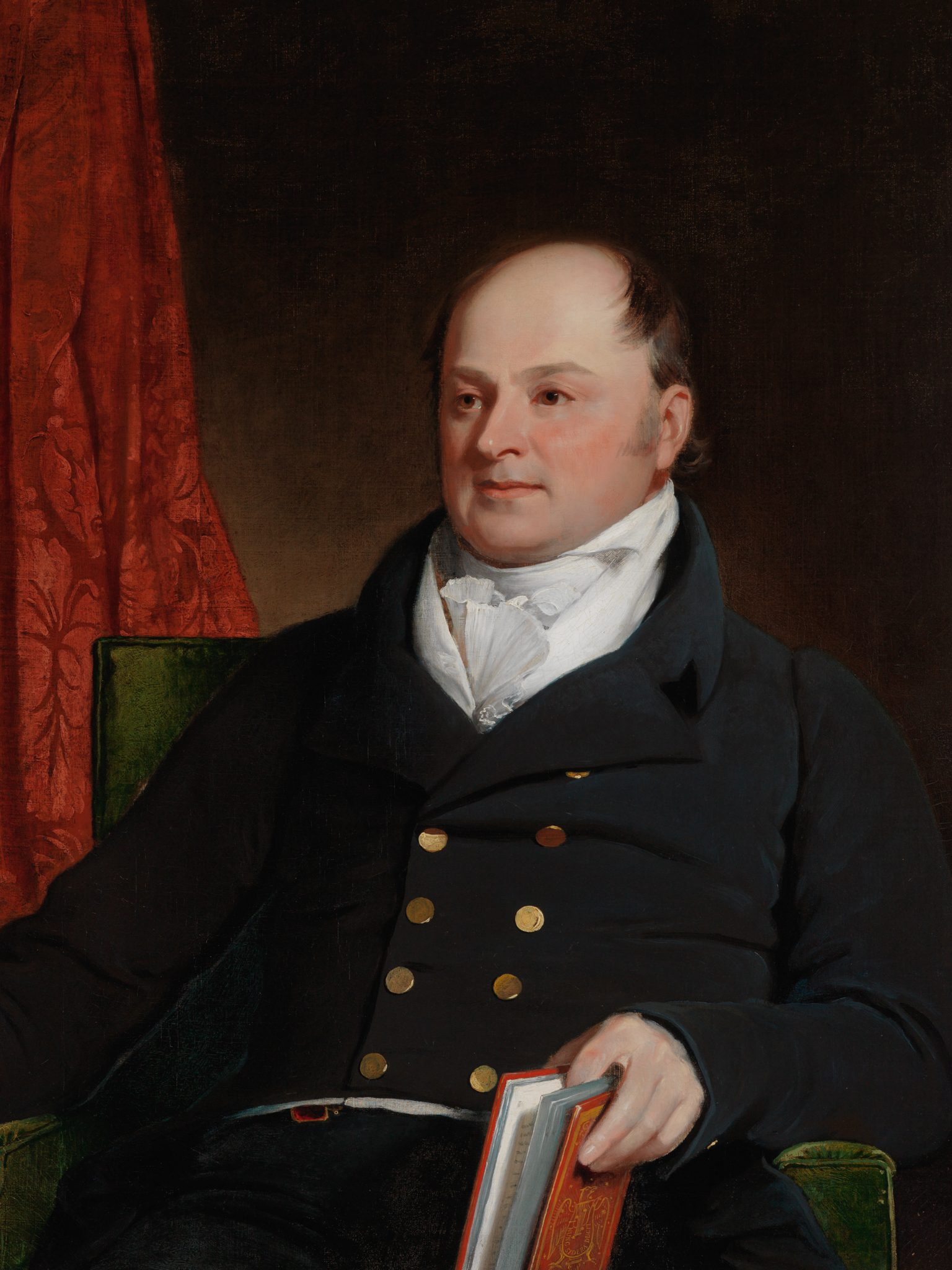
John Quincy Adams, qui ritratto nel 1816 da Charles Robert Leslie, fu un primo propositore del continentalismo. Più tardi nella sua vita venne a rimpiangere il suo ruolo nell'aiutare l'espansione dello schiavismo statunitense, e divenne uno dei principali oppositori dell'annessione del Texas.

La frase "destino manifesto" viene spesso associata all'espansione territoriale degli Stati Uniti avvenuta tra il 1815 e il 1860. Quest'epoca, dalla fine della guerra del 1812 all'inizio della guerra civile americana, è stata chiamata "Epoca del destino manifesto". Durante questo periodo gli Stati Uniti si espansero verso l'Oceano Pacifico, definendo in gran parte i confini degli odierni Stati Uniti continentali.

### Continentalismo
Il credo del XIX secolo secondo cui gli Stati Uniti avrebbero alla fine abbracciato tutto il Nord America è nota come "continentalismo". Un primo propositore di questa idea fu John Quincy Adams, figura prominente dell'espansione statunitense tra l'acquisto della Louisiana nel 1803 e soprattutto la Presidenza di James Knox Polk nella prima metà degli anni 1840. Nel 1811 Adams scrisse al padre:
L'intero continente del Nord America appare destinato dalla Divina Provvidenza ad essere popolato da una nazione, che parla una lingua, professa un sistema generale di principi religiosi e politici, ed è usa ad un tenore generale di usi e costumi sociali. Per la comune felicità di tutti, e per la loro pace e prosperità, credo sia indispensabile che essi siano associati in una Unione federale.
Adams fece molto per portare avanti quest'idea. Orchestrò il trattato del 1818 che stabiliva il confine tra Stati Uniti e Canada spingendosi a ovest fino alle Montagne Rocciose. Egli negoziò il Trattato Transcontinentale nel 1819, acquistando la Florida dalla Spagna ed estendendo il confine statunitense con il Messico spagnolo fino all'Oceano Pacifico. Egli inoltre formulò la dottrina Monroe del 1823, che avvertiva l'Europa che l'emisfero occidentale non era più aperto alla colonizzazione europea.
La Dottrina Monroe e il destino manifesto erano idee strettamente correlate; lo storico Walter McDougall definisce il destino manifesto un "corollario" della Dottrina Monroe, poiché mentre quest'ultima non specifica l'espansione, l'espansione era necessaria per poter applicare la dottrina. Le preoccupazioni negli Stati Uniti, secondo cui le potenze europee (in particolare il Regno Unito) stessero cercando di acquisire colonie, o una maggiore influenza, nell'America settentrionale portò a invitare all'espansione per impedirlo. Nel suo influente studio del 1935 sul destino manifesto, Albert Weinberg scrisse che «l'espansione degli anni 1840 nacque come tentativo difensivo di prevenire l'intrusione europea nel Nord America».

### Il Nord America britannico
Anche se il destino manifesto venne indirizzato principalmente a territori abitati da messicani e nativi americani, il concetto ebbe un ruolo nelle relazioni statunitensi con il Nord America britannico (il futuro Canada) a nord. Dall'epoca della rivoluzione americana, gli Stati Uniti avevano espresso un interesse nell'espellere l'Impero britannico dal Nord America.
Non riuscendovi, né con la guerra d'indipendenza americana né con la guerra del 1812, gli americani finirono con l'accettare la presenza britannica sul loro confine settentrionale, ma le paure per una possibile espansione britannica in altre parti del Nord America fu un tema ricorrente del destino manifesto.

#### Prima del 1815
All'inizio della rivoluzione americana, i rivoluzionari sperarono che i canadesi francesi si sarebbero uniti alle Tredici Colonie nel tentativo di estromettere il governo dell'Impero Britannico. Le province canadesi vennero invitate a mandare dei rappresentanti al Congresso Continentale, e ci fu una preapprovazione per l'ingresso del Canada negli Stati Uniti negli Articoli della Confederazione.
Quando il Canada venne invaso durante la guerra, nel tentativo di espellere i britannici dal Nord America, gli americani sperarono che i franco-canadesi si sarebbero uniti a loro. Nessuna di queste misure si rivelò di successo nel portare il Canada dalla parte delle Tredici Colonie, e così nei negoziati di pace di Parigi, Benjamin Franklin tentò senza successo di convincere i diplomatici britannici a cedere il Canada agli Stati Uniti. La continuata presenza dell'Impero Britannico sul confine settentrionale, portò ad una seconda e fallimentare invasione statunitense del Nord America britannico durante la guerra del 1812.
Questi tentativi di espellere l'Impero britannico dal Nord America vengono talvolta citati come primi esempi del destino manifesto in azione. Alcuni studiosi, tra cui lo storico canadese Reginald Stuart, sostengono che questi eventi erano differenti nel carattere da quelli dell'"Epoca del destino manifesto". Prima del 1815, scrive Stuart, "quello che sembrava essere espansionismo territoriale in realtà sorse da una mentalità difensiva, non da ambizioni di conquista e annessione". Da questo punto di vista, il destino manifesto non fu un fattore nello scoppio della guerra del 1812, ma piuttosto emerse come credo popolare negli anni successivi alla guerra.

#### Filibusteria in Canada
Gli americani accettarono sempre più la presenza delle colonie britanniche a nord dopo la guerra del 1812, anche se l'anglofobia continuò ad essere diffusa negli Stati Uniti. Molti americani, in particolare quelli che vivevano lungo il confine, erano speranzosi che le ribellioni del 1837 avrebbero posto fine all'Impero Britannico nel Nord America e avrebbero stabilito un governo democratico in Canada.
Di questi eventi John O'Sullivan scrisse: «Se la libertà è la migliore delle benedizioni nazionali, se l'autogoverno è il primo dei diritti nazionali, […] allora siamo tenuti a simpatizzare con la causa della ribellione canadese». Americani come O'Sullivan videro le ribellioni come una ripresa della rivoluzione americana, e contrariamente a molti canadesi dell'epoca, consideravano che i canadesi vivevano sotto un opprimente governo straniero.
Nonostante questa simpatia con la causa dei ribelli, il credo nel destino manifesto non risultò in una diffusa reazione americana alle ribellioni, in parte perché le ribellioni si estinsero rapidamente. O'Sullivan, da parte sua, si espresse contro un intervento statunitense. Alcuni "filibustieri" americani (soldati volontari non autorizzati, spesso motivati dal credo nel destino manifesto) andarono in Canada per prestare aiuto ai ribelli, ma la Presidenza di Martin Van Buren inviò il generale Winfield Scott ad arrestarli e a mantenere la pace sul confine.
Alcuni filibustieri continuarono in gruppi segreti noti come Hunters' Lodges, e cercarono di provocare la guerra allo scopo di "liberare" il Canada (la cosiddetta "Patriot War" fu uno di questi eventi) ma il sentimento degli americani e le politiche ufficiali del governo furono contro queste azioni. Le incursioni dei Fenian dopo la guerra civile americana avevano qualche somiglianza alle azioni degli Hunters, ma erano altrimenti slegate dall'idea del destino manifesto o da qualsiasi politica di espansionismo americano.

#### "All Oregon"
Sul confine settentrionale degli Stati Uniti, il destino manifesto giocò il suo ruolo più importante nella disputa sui confini dell'Oregon con il Regno Unito. La Convenzione anglo-americana del 1818 aveva stabilito l'occupazione congiunta dell'Oregon Country, e migliaia di americani vi migrarono negli anni 1840, percorrendo la pista dell'Oregon. I britannici declinarono una proposta fatta dalla presidenza di John Tyler di dividere la regione lungo il 49º parallelo Nord (un'offerta già fatta in precedenza da John Quincy Adams), e proposero invece una linea di confine più a sud, lungo il fiume Columbia, che avrebbe reso quello che oggi è lo Stato di Washington, parte del Nord America britannico.
I sostenitori del destino manifesto protestarono, e chiesero l'annessione dell'intero Oregon Country. Il candidato presidenziale James K. Polk usò questa lamentazione popolare a suo vantaggio, e i democratici richiesero l'annessione di tutto l'Oregon ("All Oregon") nelle elezioni presidenziali del 1844.
Da presidente, comunque, Polk rinnovò la precedente offerta di dividere il territorio lungo il 49º parallelo, per lo sgomento dei più ardenti sostenitori del destino manifesto. Quando i britannici rifiutarono l'offerta, gli espansionisti americani risposero con slogan quali "The Whole of Oregon or None!" e "Fifty-Four Forty or Fight!", facendo riferimento al confine settentrionale della regione. (Il secondo slogan viene spesso erroneamente descritto come facente parte della campagna presidenziale del 1844). Quando Polk si mosse per porre fine all'accordo di occupazione congiunta, i britannici accettarono finalmente di dividere la regione lungo il 49º parallelo, e la disputa venne appianata per via diplomatica con il Trattato dell'Oregon stipulato nel 1846.

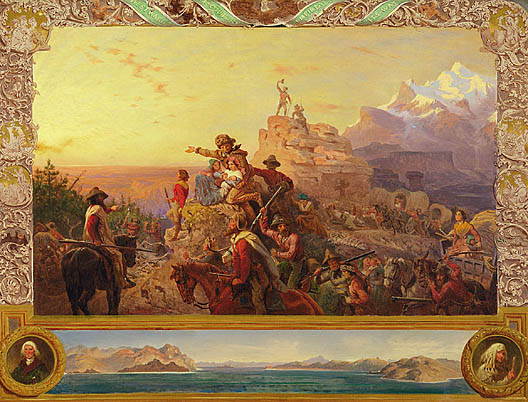
L'espansione americana verso ovest viene idealizzata nel famoso dipinto di Emanuel Leutze Westward the Course of Empire Takes its Way (1861). Il titolo del dipinto, da un poema del 1726 del Vescovo Berkeley, era una frase spesso citata nell'era del destino manifesto, esprimente una convinzione diffusa che la civiltà si era mossa costantemente verso ovest nel corso della storia. (altro).

Nonostante l'iniziale clamore per l'"All Oregon", il trattato fu popolare negli USA e venne facilmente ratificato dal Senato, in particolare perché gli Stati Uniti erano in quel momento in guerra con il Messico. Molti americani credevano che le province canadesi si sarebbero alla fine fuse ad ogni modo con gli Stati Uniti, e che la guerra non era necessaria (e controproducente) per il compimento di quel destino. I più ferventi sostenitori del destino manifesto non erano prevalsi lungo il confine settentrionale perché, secondo Reginald Stuart, «la bussola del destino manifesto puntava a ovest e a sud-ovest, nonostante l'uso del termine 'continentalismo'».

### Messico e Texas
Il destino manifesto si dimostrò più consequenziale nelle relazioni statunitensi con il Messico. Nel 1836, la Repubblica del Texas dichiarò l'indipendenza dal Messico e, dopo la rivoluzione texana, cercò di unirsi agli Stati Uniti come nuovo Stato. Questo fu un processo idealizzato dell'espansione sostenuta da Jefferson a O'Sullivan: stati potenziali avrebbero richiesto l'ingresso negli Stati Uniti, piuttosto che essere gli USA ad estendere il loro governo sulle popolazioni che non lo volevano. L'annessione del Texas fu controversa, comunque, poiché avrebbe aggiunto un altro Stato schiavista all'Unione. La presidenza di Andrew Jackson prima e la Presidenza di Martin Van Buren poi declinarono l'offerta del Texas in parte perché la questione schiavista minacciava di dividere il partito democratico.
Prima dell'elezione del 1844, il candidato conservatore Henry Clay e il presunto candidato democratico, l'ex presidente Van Buren, dichiararono entrambi la loro opposizione all'annessione del Texas. Ognuno sperava di tenere la questione problematica al di fuori della campagna elettorale. Questo portò inaspettatamente Van Buren ad essere scartato dai democratici in favore di Polk, che appoggiava l'annessione.
Polk legò la questione dell'annessione del Texas alla disputa sull'Oregon, fornendo così una specie di compromesso regionale sull'espansione. (Gli espansionisti a nord erano più inclini a promuovere l'occupazione dell'Oregon, mentre quelli del sud si concentrarono principalmente sull'annessione del Texas). Benché eletto con un margine esiguo, Polk procedette come se la sua vittoria avesse un mandato per l'espansione.

#### "All Mexico"
Dopo l'elezione di Polk, ma prima ancora che prendesse l'incarico, il Congresso approvò l'annessione texana. Polk si mosse per occupare una parte di Texas che era stata rivendicata anche dal Messico, spianando la strada per lo scoppio della guerra messico-statunitense il 24 aprile 1846. Col successo statunitense sul campo di battaglia, per l'estate del 1847 c'erano richieste per l'annessione di tutto il Messico ("All Mexico"), in particolare tra i democratici dell'est, i quali sostenevano che portare il Messico nell'Unione era il modo migliore per assicurarsi la pace futura nella regione.
Questa fu una proposta controversa per due ragioni. Prima di tutto, i sostenitori idealistici del destino manifesto, come John L. O'Sullivan avevano sempre sostenuto che le leggi degli Stati Uniti non dovevano essere imposte alla gente contro la propria volontà. L'annessione di "Tutto il Messico" sarebbe stata una violazione di questo principio. In secondo luogo, l'annessione del Messico era controversa perché avrebbe significato estendere la cittadinanza statunitense a milioni di messicani. Il senatore John Calhoun della Carolina del Sud, che aveva approvato l'annessione del Texas, era contrario all'annessione del Messico, così come all'aspetto di "missione" del destino manifesto, per motivi razziali. Rese chiara la sua visione in un discorso davanti al Congresso del 4 gennaio 1848:
Noi non abbiamo mai sognato di incorporare nella nostra Unione altro che la razza caucasica-la libera razza bianca. Incorporare il Messico, sarebbe il primo caso di questo tipo, di incorporare una razza indiana; perché più della metà dei messicani sono indiani, e il resto è composto principalmente da tribù miste. Io protesto contro una tale unione! Il nostro, signori, è il governo di una razza bianca… Noi siamo ansiosi di imporre un libero governo su tutti; e vedo che è stato raccomandato … che sia missione del nostro paese di diffondere la libertà civile e religiosa in tutto il mondo, e in particolare su questo continente. È un grande errore.
Questo dibattito portò in primo piano una delle contraddizioni del destino manifesto: mentre le idee razziste inerenti nel destino manifesto suggeriscono che i messicani, in quanto non anglosassoni, erano una razza inferiore e quindi non si qualificavano per diventare americani, la componente di "missione" del destino manifesto suggeriva che i messicani sarebbero stati migliorati (o "rigenerati", come veniva descritto) portandoli nella democrazia americana. Il razzismo venne usato per promuovere il destino manifesto, ma, come nel caso di Calhoun e del movimento di resistenza al movimento "Tutto il Mexico", il razzismo venne usato anche per opporsi al destino manifesto.
La controversia trovò la sua fine con la cessione messicana, che aggiunse i territori di California e Nuovo Messico agli Stati Uniti. Entrambi erano scarsamente popolati, con circa diecimila famiglie ispaniche nell'intero e vasto territorio ceduto, e a tutte venne concessa la piena cittadinanza americana. Come per il movimento dell'"All Oregon", quello dell'"All Mexico" si affievolì rapidamente.
Lo storico Frederick Merk, in Manifest Destiny and Mission in American History: A Reinterpretation (1963), sostenne che il fallimento dei due movimenti indica che il destino manifesto non era stato così popolare come gli storici avevano tradizionalmente sostenuto fosse stato. Merk scrisse che, mentre la convinzione in una "missione" benefica di democrazia fu centrale nella storia americana, il "continentalismo" aggressivo (e in seguito l'imperialismo) furono aberrazioni sostenute solo da una piccola (ma influente) minoranza di americani.

### Filibusta nel Sud
Dopo che nel 1848 finì la guerra messico-statunitense, i disaccordi sull'espansione della schiavitù resero le ulteriori annessioni territoriali troppo dividenti per essere politiche governative ufficiali. Molti nordisti erano sempre più contrari a quelli che ritenevano essere i tentativi dei proprietari di schiavi sudisti - e dei loro amici al Nord - di espandere lo schiavismo ad ogni costo. La proposta della provvisione Wilmot durante la guerra, e l'emergere successivo di varie teorie complottiste dello "Slave Power", indicarono il grado di controversia raggiunto dal destino manifesto.
Senza un supporto ufficiale del governo, i sostenitori più radicali del destino manifesto si rivolsero sempre più alla filibusta. Mentre c'erano state alcune incursioni di filibustieri in Canada alla fine degli anni 1830, l'obiettivo principale dei flilibustieri del destino manifesto fu l'America Latina, in particolare Messico e Cuba. Benché illegali, le operazioni di filibusta alla fine degli anni 1840 e nei primi degli anni 1850, vennero romanticizzate dalla stampa statunitense. Americani benestanti finanziarono dozzine di spedizioni, solitamente con base fuori New Orleans.

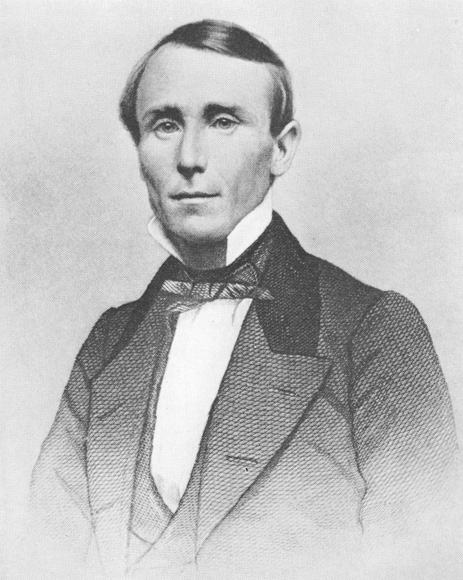
Il filibustiere William Walker lanciò diverse spedizioni in America Latina. Per un periodo governò il Nicaragua, anche se venne alla fine catturato dalla marina statunitense e riportato in patria. Nel 1860 venne catturato e giustiziato in Honduras.

Gli Stati Uniti erano da lungo tempo interessati ad acquisire Cuba dall'Impero spagnolo in declino. Come per Texas, Oregon, e California, i politici americani erano preoccupati che Cuba potesse cadere in mani britanniche, le quali, in accordo con il pensiero della Dottrina Monroe, avrebbero costituito una minaccia agli interessi degli USA. Su suggerimento di John L. O'Sullivan, nel 1848 il presidente Polk offrì alla Spagna di comprare Cuba per 100 milioni di dollari.
Polk temeva che le azioni di filibusta avrebbero danneggiato il suo tentativo di comprare l'isola, e così informò gli spagnoli di un tentativo del filibustiere cubano Narcisco Lopez di prendere il controllo di Cuba con la forza e di annetterla agli Stati Uniti, sventando così il piano. Ciò nonostante, la Spagna declinò l'offerta e pose fine ai tentativi di Polk di acquistare l'isola. O'Sullivan, d'altra parte, continuò a raccogliere fondi per spedizioni di filibusta, andando a finire per questo in guai legali.
La filibusta continuò ad essere una grande preoccupazione per i presidenti dopo Polk. Sia la Presidenza di Zachary Taylor che la Presidenza di Millard Fillmore cercarono di sopprimere le spedizioni. Quando i democratici riconquistarono la Casa bianca alle elezioni presidenziali del 1852, con l'elezione di Franklin Pierce, un tentativo di John A. Quitman di prendere Cuba ricevette un esitante supporto dal presidente.
La Presidenza di Franklin Pierce comunque si tirò indietro, e rinnovò invece l'offerta di acquistare l'isola, questa volta per 130 milioni di dollari. Quando l'opinione pubblica apprese del Manifesto di Ostenda nel 1854, il quale sosteneva che gli USA potevano catturare Cuba con la forza se la Spagna si rifiutava di venderla, ciò in pratica uccise il tentativo di acquisizione. Il pubblico ora legava l'espansione con la schiavitù; se il destino manifesto aveva avuto una diffusa approvazione popolare, questo non era più vero.
Filibustieri come William Walker continuarono a collezionare titoli sui giornali nei tardi anni 1850, ma con lo scoppio della guerra civile americana nel 1860, l'"Era del destino manifesto" giunse alla fine. L'espansionismo fu una delle questioni che giocarono un ruolo nello scoppio della guerra. Con la lacerante questione dell'espansione della schiavitù, Nordisti e Sudisti, in effetti, stavano giungendo a definire il destino manifesto in modi diversi, minando il nazionalismo quale forza unificante. Secondo Frederick Merk, «La dottrina del destino manifesto, che negli anni 1840 sembrava mandata dal cielo, si rivelò essere una bomba avvolta nell'idealismo.».

### Nativi americani
Il destino manifesto ebbe gravi conseguenze per i nativi americani degli Stati Uniti d'America, poiché l'espansione continentale significò l'occupazione delle loro terre. Gli Stati Uniti continuarono la pratica europea di riconoscere solo limitati diritti sulla terra alle popolazioni indigene. Con una politica formulata in gran parte da Henry Knox, Segretario della Guerra nel corso della Presidenza di George Washington, il governo statunitense cercò di espandersi ad ovest solo attraverso l'acquisto legale, tramite trattati, dei territori indiani.
I nativi americani vennero incoraggiati a vendere le loro vaste terre tribali e divennero "civilizzati", il che significava (tra le altre cose) che gli uomini dovettero abbandonare la caccia e diventare agricoltori, e per la società pellerossa, riorganizzarsi attorno alla famiglia invece che attorno al clan o alla tribù. I sostenitori dei programmi di "civilizzazione" credevano che il processo avrebbe ridotto notevolmente la quantità di terra di cui gli indiani avrebbero avuto bisogno, rendendo quindi più terreno disponibile per l'acquisto da parte degli americani bianchi.
Thomas Jefferson credeva che mentre gli indiani americani erano intellettualmente uguali ai bianchi, essi dovevano vivere come i bianchi o venire inevitabilmente spinti ai margini da questi ultimi. La convinzione di Jefferson, radicata nel pensiero illuminista, che bianchi e indiani si sarebbero fusi a formare un'unica nazione, non durò quanto lui, egli infatti iniziò a credere che gli indiani dovevano emigrare oltre il fiume Mississippi e mantenere una società separata. Un'idea resa possibile dall'acquisto della Louisiana nel 1803.
Nell'Era del destino manifesto, questa idea, che divenne nota come "rimozione indiana", prese piede. Anche se alcuni sostenitori umanitari della rimozione credevano che gli indiani sarebbero stati meglio allontanandosi dai bianchi, un numero sempre maggiore di americani considerava i nativi come niente più che "selvaggi" che si trovavano sulla strada dell'espansione americana. Come sostenuto dallo storico Reginald Horsman nel suo influente studio Race and Manifest Destiny, la retorica razziale incrementò durante l'era del destino manifesto.
Gli americani credettero sempre più che i nativi americani sarebbero svaniti man mano che gli Stati Uniti si espandevano. Ad esempio, questa idea venne riflessa nell'opera di uno dei primi grandi storici americani, Francis Parkman, il cui libro basilare The Conspiracy of Pontiac venne pubblicato nel 1851. Parkman scrisse che gli indiani erano «destinati a fondersi davanti alle ondate avanzanti del potere anglo-americano, che ora avanzava incontrollato e incontrastato verso ovest».

## Oltre il Nord America
Mentre la guerra civile svaniva nella storia, il termine Destino manifesto sperimentò una breve rinascita. Nelle elezioni presidenziali del 1892, la piattaforma del Partito Repubblicano proclamava: «riaffermiamo la nostra approvazione della Dottrina Monroe e crediamo nel conseguimento del destino manifesto della Repubblica, nel suo senso più ampio». Cosa si intendesse per "destino manifesto" in questo contesto non era chiaramente definito, in particolare poiché i repubblicani persero le elezioni.
Nelle elezioni presidenziali del 1896, comunque, i repubblicani ripresero la Casa Bianca con la Presidenza di William McKinley e la mantennero per i sedici anni successivi. In quel periodo, il destino manifesto venne citato per promuovere l'espansione oltremare degli USA. Se questa versione del destino manifesto fosse o meno consistente con l'espansionismo continentale degli anni 1840, venne discusso all'epoca e per molto tempo a seguire.
Ad esempio, quando il presidente William McKinley sostenne l'annessione del Territorio delle Hawaii nel 1898, disse che «Abbiamo bisogno delle Hawaii più di quanto avessimo bisogno della California. È il destino manifesto». D'altra parte l'ex presidente Grover Cleveland, un democratico che aveva bloccato l'annessione delle Hawaii durante la sua amministrazione, scrisse che l'annessione del territorio da parte di McKinley fu una «perversione del nostro destino nazionale». Gli storici continuarono tale dibattito; alcuni hanno interpretato l'espansione oltremare degli anni 1890 come un'estensione del destino manifesto attraverso l'Oceano Pacifico; altri l'hanno vista come l'antitesi del destino manifesto.

### Guerra ispano-americana e Filippine
Nel 1898, dopo l'affondamento della USS Maine nel porto dell'Avana (Cuba), gli Stati Uniti intervennero dalla parte dei ribelli cubani che stavano combattendo l'Impero Spagnolo, dando il via alla guerra ispano-americana. Anche se i sostenitori del destino manifesto negli anni 1840 avevano chiesto l'annessione di Cuba, l'Emendamento Teller, approvato all'unanimità dal Senato USA prima della guerra, proclamò l'isola "libera e indipendente" e disconobbe qualsiasi intenzione statunitense di annettersi l'isola. Dopo la guerra, l'Emendamento Platt (1902) stabilì Cuba come protettorato virtuale degli Stati Uniti. Se il destino manifesto significava la pura e semplice annessione di territorio, non si applicava più a Cuba.
Contrariamente a quanto fatto per Cuba, gli Stati Uniti si annessero Guam, Porto Rico, e le Filippine dopo la guerra con la Spagna. L'acquisizione di queste isole segnò un nuovo capitolo nella storia statunitense. Tradizionalmente, i territori venivano acquisiti con l'intento di farli diventare nuovi stati, con parì dignità degli stati già esistenti.
Queste isole, comunque, vennero acquisite come colonie piuttosto che come futuri stati, un processo convalidato dai "Casi insulari", nei quali la Corte Suprema degli Stati Uniti stabilì che i pieni diritti costituzionali non si estendevano automaticamente a tutte le aree sotto controllo statunitense. In questo senso, l'annessione era una violazione del destino manifesto tradizionale.
Secondo Frederick Merk, «il destino manifesto conteneva un principio fondamentale su cui un Calhoun e un O'Sullivan potevano concordare—che un popolo non in grado di assurgere a stato, non doveva mai essere annesso. Questo era il principio buttato a mare dall'imperialismo del 1899.».
D'altra parte, il destino manifesto conteneva in sé anche l'idea che popoli "incivili" potessero essere migliorati tramite l'esposizione ai valori cristiani e democratici degli Stati Uniti. Nella sua decisione di annettere le Filippine, il presidente McKinley riprese questo tema: «non ci restava altro da fare che prenderli tutti, ed educare i filippini e innalzarli, e civilizzarli, e cristianizzarli…». La poesia di Rudyard Kipling intitolata Il fardello dell'uomo bianco, sottotitolata Gli Stati Uniti e le Isole Filippine, fu una famosa espressione di questi sentimenti comuni.
Molti filippini, comunque, resistettero a questo tentativo di "innalzare e civilizzare", provocando lo scoppio della guerra filippino-americana nel 1899. Dopo l'inizio della guerra, William Jennings Bryan, un oppositore dell'espansione oltremare, scrisse che «il "destino" non era così manifesto come fino a pochi anni prima».

### Uso successivo del termine
Dopo la fine del XIX secolo, l'uso della frase Destino manifesto declinò, mentre l'espansione territoriale cessava di essere promossa come parte del "destino" dell'America. Durante la Presidenza di Theodore Roosevelt il ruolo degli Stati Uniti nel Nuovo Mondo venne definito. Nel 1904 il Corollario Roosevelt alla Dottrina Monroe, vedeva gli USA come una "forza di polizia internazionale" per assicurare gli interessi americani nell'emisfero occidentale.
Il corollario di Roosevelt conteneva un esplicito rifiuto dell'espansione territoriale. Nel passato, il destino manifesto era stato visto come necessario per attuare la Dottrina Monroe nell'emisfero occidentale, ma ora l'espansionismo era stato sostituito dall'interventismo come mezzo per far valere la dottrina.
La Presidenza di Thomas Woodrow Wilson continuò la politica di interventismo nelle Americhe e tentò di ridefinire sia il destino manifesto che la missione dell'America, su una più ampia scala mondiale. Wilson guidò gli Stati Uniti nella prima guerra mondiale argomentando che "Il mondo deve essere reso sicuro per la democrazia". Nel suo messaggio al Congresso del 1920, Wilson dichiarò:
…Penso che tutti noi realizziamo che è giunto il giorno in cui la democrazia viene messa alla prova finale. Il Vecchio Mondo sta ora soffrendo un eccessivo rigetto del principio di democrazia e una sostituzione del principio di autocrazia asserito nel nome, ma senza l'autorità e la sanzione, delle moltitudini. Questo è il momento fra tutti in cui la democrazia deve dimostrare la sua purezza e il suo potere spirituale di prevalere. È sicuramente destino manifesto degli Stati Uniti di guidare il tentativo di far prevalere questo spirito.
Questa fu la prima e unica volta che il presidente usò la frase "destino manifesto" nel suo discorso annuale. La versione di Wilson del destino manifesto era un rifiuto dell'espansionismo e un'approvazione (in principio) dell'autodeterminazione, enfatizzando che gli USA avevano una missione come leader mondiale per la causa della democrazia.
Questa visione degli Stati Uniti come guida del "mondo libero" si sarebbe rafforzata nel XX secolo, dopo la seconda guerra mondiale, anche se raramente sarebbe stata descritta come "destino manifesto", come fece Wilson.
Oggi, nel normale uso, destino manifesto descrive un'epoca passata della storia americana, in particolare negli anni 1840. Comunque, il termine viene talvolta usato per descrivere azioni politiche o militari contemporanee degli Stati Uniti, solitamente dalla sinistra e solitamente con una accezione negativa. In tali casi, il destino manifesto viene spesso visto come la causa sottostante (o l'inizio) di quello che viene percepito come il contemporaneo imperialismo americano.

## Gruppi moderni
Il Partito Unionista fu un partito politico provinciale del Saskatchewan, che negli anni 1980 promosse l'unione delle province occidentali del Canada con gli Stati Uniti.
Parti 51 fu un partito politico di breve vita del Québec che negli anni 1980 sostenne l'ammissione del Quebec agli USA come 51º stato.
L'Annexation Party of British Columbia, nato di recente, cerca l'annessione della provincia della Columbia Britannica come 51º stato.
Su Internet esistono molti gruppi, tra cui: Guyana USA, Taiwan Statehood, Third Option Proponents (Philippine Statehood), USA-Taiwan Commonwealth Foundation, Ontario USA, Nova Scotia Statehood e Republic of Alberta, i quali sostengono tutti l'annessione delle loro singole nazioni, territori o province. Il più importante di questi gruppi, che sostiene un assorbimento di tutto il Canada negli Stati Uniti, è United North America, fondato nel 2000.
Le parole "destino manifesto" si ritrovano anche nel discorso di insediamento del presidente Donald Trump il 20 gennaio 2025.